# 22 юни
22 юни е 173-тият ден в годината според григорианския календар (174-ти през високосна година). Остават 192 дни до края на годината.
На тази дата Слънцето се движи над Тропика на Рака. В северното полукълбо денят е най-дълъг, нощта е най-къса и има лятно слънцестоене; в южното полукълбо денят е най-къс, нощта е най-дълга и е налице зимно слънцестоене.

## Събития
- 168 г. пр.н.е. – Битка при Пидна: Римляните предвождани от Луций Емилий Павел Македоник побеждават и залавят цар Персей, с което приключва Третата македонска война.
- 813 г. – Битка при Версиникия: Българската войска, водена от хан Крум побеждава армията на Византия край дн. село Маломирово (Ямболско).
- 1671 г. – Османската империя обявява война на Полша.
- 1675 г. – Кралят на Англия Чарлз II основава обсерваторията в Гринуич, приемайки меридианът, който минава през обсерваторията за нулев (това става международна норма едва в края на 19 век).
- 1815 г. – След загубата на френската армия в битката при Ватерлоо Наполеон Бонапарт абдикира.
- 1876 г. – В Испания е приета нова конституция.
- 1889 г. – Германия въвежда първите в Европа пенсии.
- 1916 г. – Първата световна война: Германската армия използва за първи път отровен газ (БОВ) – фосген.
- 1933 г. – С декрет на канцлера на Германия Адолф Хитлер са забранени опозиционните политически партии.
- 1940 г. – Втора световна война: Франция е принудена да подпише второ Компиенско примирие с Нацистка Германия.
- 1941 г. – Втора световна война: Нацистка Германия напада СССР в Операция Барбароса.
- 1941 г. – България по време на Втората световна война: На 22 юни 1941 година СССР атакува Добрич по въздух.
- 1948 г. – Съветската окупационна власт в Източна Германия провежда парична реформа.
- 1957 г. – От полигона Капустин Яр Съветският съюз изстрелва за първи път балистичната ракета Р-12 Двина.
- 1960 г. – Настъпва разривът между СССР и Китай, след като Никита Хрушчов нарича публично Мао Дзъдун „сталинист“.
- 1962 г. – Самолетът при полет 117 на „Ер Франс“ се разбива при кацане близо до Дос д'Ане в Деше, Гваделупа и убива всички 112 души на борда.
- 1963 г. – Започва понтификата на папа Павел VI.
- 1973 г. – ГДР и ФРГ стават членове на ООН.
- 1978 г. – Американският астроном Джеймс Кристи открива Харон, естествен спътник на планетата-джудже Плутон.
- 1981 г. – Състои се премиерата на български игрален драматичен филм „Адаптация“.
- 1986 г. – По време на четвъртфиналите на Световното първенство по футбол на стадион Ацтека в Мексико, аржентинският футболист Диего Марадона отбелязва в рамките на три минути срещу Англия два гола, първият от които с ръка (наречена по-късно от него „Божията ръка“), а вторият като гол-шедьовър е определен за „Голът на века“. Англия успява да върне само едно попадение чрез Гари Линекер, а Аржентина печели втората си футболна корона.

## Родени
- 1664 г. – Йохан Ернст III, немски аристократ († 1707 г.)
- 1767 г. – Вилхелм фон Хумболт, немски философ, филолог и държавник († 1835 г.)
- 1805 г. – Джузепе Мацини, италиански философ и политик († 1872 г.)
- 1837 г. – Пол Морфи, американски шахматист († 1884 г.)
- 1861 г. – Йеротей Сирманов, български военен деец († 1954 г.)
- 1861 г. – Максимилиан фон Шпее, германски адмирал († 1914 г.)
- 1862 г. – Иван Шишманов, български литературовед († 1928 г.)
- 1898 г. – Ерих Мария Ремарк, немски писател († 1970 г.)
- 1899 г. – Дороти Девор (Алма Инес Уилямс), американска комедийна звезда от епохата на нямото кино († 1976 г.)
- 1903 г. – Джон Дилинджър, американски банков крадец († 1934 г.)
- 1906 г. – Били Уайлдър, американски режисьор от австрийски произход († 2002 г.)
- 1910 г. – Конрад Цузе, немски компютърен пионер († 1995 г.)

- 1924 г. – Александър Янков, български юрист и дипломат, професор по международно право († 2019 г.)
- 1930 г. – Юрий Артюхин, съветски космонавт († 1998 г.)
- 1931 г. – Теруюки Окадзаки, японски каратист († 2020 г.)
- 1933 г. – Димитър Казаков, български художник († 1992 г.)
- 1936 г. – Крис Кристоферсън, американски кънтри певец и актьор
- 1936 г. – Красимир Кюркчийски, български композитор и диригент († 2011 г.)
- 1942 г. – Владимир Смирнов, български актьор († 2000 г.)
- 1949 г. – Алан Озмънд, американски музикант
- 1949 г. – Мерил Стрийп, американска актриса
- 1953 г. – Синди Лопър, американска певица
- 1958 г. – Борислав Георгиев, български езиковед († 2020 г.)
- 1960 г. – Трейси Полън, американски актьор
- 1964 г. – Дан Браун, американски писател
- 1966 г. – Еманюел Сение, френска актриса
- 1966 г. – Поли Паскова, българска народна певица
- 1966 г. – Симеон Чилибонов, български футболист
- 1971 г. – Ваня Соколова, българска волейболостка
- 1977 г. – Айча Варлъер, турска киноактриса
- 1979 г. – Джей Родригес, американски телевизионен водещ
- 1984 г. – Янко Типсаревич, сръбски тенисист
- 1986 г. – Айзък Озбърн, английски футболист
- 1987 г. – И Мин-хо, южнокорейски актьор
- 1989 г. – Адриано Миранда, бразилски футболист

## Починали
- 1276 г. – Инокентий V, римски папа (* 1225 г.)
- 1874 г. – Илия Гарашанин, сръбски политик (* 1812 г.)
- 1925 г. – Феликс Клайн, германски математик (* 1849 г.)
- 1925 г. – Митьо Ганев, български комунист (* 1900 г.)
- 1935 г. – Шимон Аскенази, полски историк, политик и дипломат (* 1866 г.)
- 1936 г. – Мориц Шлик, австрийски физик и философ (* 1882 г.)
- 1939 г. – Аркадий Рилов, руски художник (* 1870 г.)
- 1940 г. – Валтер Хазенклевер, немски писател (* 1890 г.)
- 1959 г. – Стоян Кантуров, български революционер (* 1884 г.)
- 1969 г. – Джуди Гарланд, американска актриса (* 1922 г.)
- 1974 г. – Дариус Мийо, френски композитор (* 1892 г.)
- 1974 г. – Жан Фонтен, белгийски комунист (* 1899 г.)
- 1987 г. – Фред Астер, американски танцьор и актьор (* 1899 г.)
- 1990 г. – Иля Франк, руски физик, Нобелов лауреат през 1958 г. (* 1908 г.)
- 1993 г. – Патриша Никсън, първа дама на САЩ (* 1912 г.)
- 1996 г. – Апостол Пашев, български политик (* 1914 г.)
- 1996 г. – Недялка Керанова, българска народна певеца (* 1941 г.)
- 2001 г. – Лика Янко, българска художничка (* 1932 г.)
- 2004 г. – Ким Сун-ил, южнокорейски преводач (* 1970 г.)
- 2008 г. – Джордж Карлин, американски комик и актьор (* 1937 г.)
- 2008 г. – Герхард Майер, швейцарски писател (* 1917 г.)
- 2012 г. – Георги Бакалов, български историк (* 1943 г.)
- 2015 г. – Габриеле Воман, немска писателка (* 1932 г.)
- 2024 г. – Добра Савова, българска народна певица (* 1932 г.)

## Празници
- Ден на енергетиката – отбелязва се от 1967 г. през предпоследната неделя на юни
- Ден на българския фолклор – от 2019 г. по идея на по идея на Ансамбъл „Чинари“
- Република Конго – Ден на армията
- Салвадор – Ден на учителя
- САЩ – Ден за водене на домашния любимец на работното място
- Франция – Празник на музиката
- Хаити – Ден на президента
- Хърватия – Ден на антифашистката борба